# Setge de Paysandú
El setge de Paysandú o defensa de Paysandú va tenir lloc durant la Guerra de l'Uruguai, quan les Forces Armades del Brasil, sota el comandament de Joaquim Marques Lisboa, i les forces del Partit Colorado, dirigides per Venancio Flores, van intentar la captura de la ciutat de Paysandú, al nord-oest de l'Uruguai, la qual es trobava sota la defensa de l'exèrcit uruguaià. El setge es va estendre des del 3 de desembre de 1864 fins al 2 de gener de 1865, finalment acabant quan les tropes brasileres i del Partit Colorado van conquerir la ciutat satisfactòriament.

## El setge

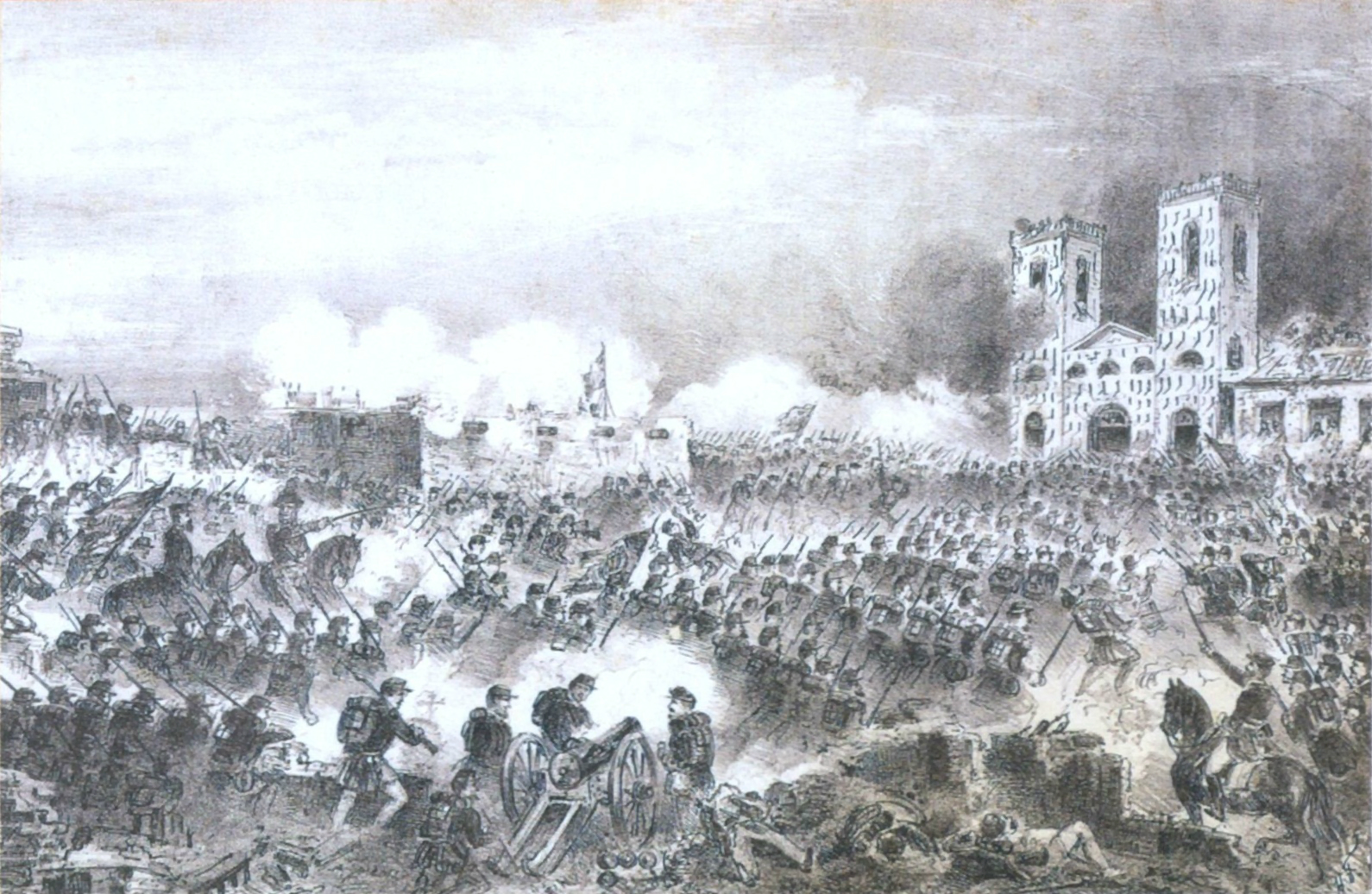
Setge de Paysandú

Els brasilers tenien 1.695 soldats d'infanteria, 195 homes d'artilleria, 320 homes de personal naval (per a un total de 2.210 homes) i 30 canons. Els Colorados comptaven amb 600 homes i 4 canons, fins a 800 efectius i 7 canons. Els uruguaians assetjats tenien 1.254 homes i 15 canons.